# Fragment (Literatur)
Bei einem literarischen Fragment handelt es sich entweder um einen unvollständig überlieferten Text, um ein unvollendetes Werk oder um eine vom Autor bewusst gewählte literarische Gattung.

## Wort- und Begriffsgeschichte
Das antike Latein kennt fragmentum (substantiviertes Partizip II von lateinisch frangere ‚[zer]brechen‘) nur in physischer Bedeutung: etwa als fragmentum lapidis ‚Bruchstück eines Steins‘. Erst seit der Renaissance wird das Wort von Philologen mit der Bedeutung „literarische Bruchstücke“ versehen und gebraucht. Für die deutschsprachige Wort- und Begriffsgeschichte ist Luthers Bibelübersetzung einflussreich geworden: „colligite fragmenta, ne pereant: ‚Sammlet die übrig bleibende Brocken, daß nichts umkomme‘ (Joh. 6,12); und […]: ex parte enim cognoscimus: ‚Denn unser Wissen ist Stückwerk!‘ (1 Kor. 13,9).“ Hieran schließt im 18. Jahrhundert Hamann an, wenn er einerseits allen „Dogmatikern“ sein „Unser Wißen ist Stückwerk“ entgegenhält und andererseits seine Texte in diesem Sinn als Brocken (1758) versteht und gestaltet. Vermittelt über Herder hat dieser „Fragmentarismus“ (Behler) anregend auf die romantische Fragmentkonzeption gewirkt.

## Fragmentarische Überlieferung
Insbesondere literarische Werke des Altertums und des Mittelalters sind oft nur bruchstückhaft überliefert. Dies geht in vielen Fällen auf äußere Einwirkungen (Wasserschaden, Schimmel, Wurmfraß, Feuer etc.) zurück, hat aber teils auch mit den Zeitumständen zu tun (politische Lage, kulturelle Umwälzungen, Migration, Krieg u. a.). Eine Sonderform unvollständiger Überlieferung stellen mittelalterliche Urkundenfragmente dar, die erst in jüngerer Zeit in den Blickwinkel der Mittelalterarchäologie geraten sind.
Werke der antiken Literatur begegnen heutigen Lesern oft nur noch in Form von Zitaten oder Zusammenfassungen bei späteren, besser erhaltenen Autoren, nicht selten sind sogar nur die Titel oder Themen heute verlorener Texte bekannt. So sind etwa die Werke des griechischen Lyrikers Archilochos durchweg nur in kleinen Fragmenten erhalten, und wir kennen viele Aussagen älterer Philosophen nur deshalb, weil der spätantike Neuplatoniker Simplikios sie in seinem Werk ausführlich zitierte. Gründe für eine solche fragmentarische Überlieferung können die aktive Zerstörung oder (häufiger) das unterbliebene Kopieren von – in bestimmten Epochen gering geschätzten – Manuskripten sein.
Antike Autoren gaben nur ausnahmsweise an, woher sie ihre Informationen bezogen. Da man daher oftmals nur mit mehr oder weniger großer Wahrscheinlichkeit annehmen kann, dass bestimmte Passagen in erhaltenen Werken wörtliche oder indirekte Zitate aus heute verlorenen Texten sind, ist die Zuweisung von Fragmenten häufig nicht unumstritten. So weiß man zum Beispiel, dass Autoren wie Diodor und Plutarch massiv auf ältere Quellen zurückgegriffen haben, aber weder ist immer klar, um welche es sich dabei konkret handelt, noch ist immer mit Sicherheit auszuschließen, dass Angaben verschiedener Vorlagen von den späteren Autoren miteinander vermischt und/oder durch eigene Zutaten verändert wurden. Auch mit Missverständnissen ist zu rechnen. Ein wichtiges Arbeitsinstrument für Althistoriker sind dabei Die Fragmente der griechischen Historiker (FGrHist), ein auf Felix Jacoby zurückgehendes Gemeinschaftsprojekt, das 1923 begonnen und bis heute nicht abgeschlossen wurde. Siehe dazu auch The Fragments of the Roman Historians und Kleine und fragmentarische Historiker der Spätantike.

## Unvollendetes Werk
Texte können aus verschiedenen Gründen und in unterschiedlicher Weise von vornherein unvollständig geblieben sein; wie z. B. das Geschichtswerk des Thukydides, das mitten im Satz abbricht und teilweise offenkundig eine Rohversion darstellt, Gottfried von Straßburgs Versroman Tristan  oder – wenn man das Fehlen eines erwartbaren Prologs so interpretieren kann – der Eneasroman des Heinrich von Veldeke.
In der frühen Neuzeit ist die von Blaise Pascal geplante systematische Apologie der christlichen Religion über – als Loseblattsammlung überlieferte – Vorarbeiten nicht hinausgekommen. Diese nachgelassenen Notizen wurden wenige Jahre nach Pascals Tod von Freunden als „Pensées“ (1670; ‚Gedanken‘) in Buchform veröffentlicht. Seither haben Generationen von Philologen versucht, diese Fragmente plausibel zu ordnen sowie aus ihnen die vom Autor vorgesehene Konzeption zu erschließen – und die Pensées sind sowohl in den Kanon der literarischen Gattung ‚Fragment‘ (siehe unten) als auch in den der Weltliteratur gelangt.
Literarische Fragmente – ‚unvollendete Werke‘ – der Moderne sind z. B. Georg Büchners Stück Woyzeck, Robert Musils Roman Der Mann ohne Eigenschaften  oder Bertolt Brechts Romanfragment Die Geschäfte des Herrn Julius Caesar. Von Franz Kafka gibt es gleich drei unvollendete Romane, z. B. das Werk Der Verschollene.

## Fragment als literarische Gattung
In der kulturellen Epoche der Frühromantik wurde das Fragment zur literarischen Gattung entwickelt. Dies geschah vornehmlich in der von den Brüdern August Wilhelm und Friedrich Schlegel gegründeten Zeitschrift Athenäum. Für die Frühromantiker war „wesentlich, daß man das Fragment nicht mit einem Aphorismus verwechsle. Aphorismen sind selbstgenügsame, in sich allseits beschlossene Mitteilungsgebilde. Fragmente sind dagegen nicht selbstgenügsam.“ Sie regen vielmehr weitere literarische oder intellektuelle Produktion an, die die Frühromantik programmatisch als gesellig-gemeinschaftliche, nämlich als „Symphilosophieren“ verstanden hat. Das berühmteste dieser Fragmente ist das Athenäumsfragment 116 über die romantische Universalpoesie. Die Theorie geht bis in die Romantheorie hinein. Ein guter Roman muss – laut Friedrich Schlegel – Fragment bleiben. Beispiele hierfür sind die romantischen Romane Heinrich von Ofterdingen von Novalis und Ludwig Tiecks Franz Sternbalds Wanderungen. Der romantische Roman Lucinde von F. Schlegel selbst gilt manchen Interpreten ebenfalls als unvollendet.
Als ästhetisch wertgeschätzte – und in diesem Sinn ‚angestrebte‘ – Form ist das Fragment ein typisch modernes Phänomen. „Das Fragment scheint die angemessene Kunstform unserer Zeit zu sein“, hat Susan Sontag vermutet; und Theodor W. Adorno hat darüber hinaus festgestellt: „Kunst obersten Anspruchs drängt über Form als Totalität hinaus, ins Fragmentarische.“ Fragt man im engeren Sinn nach der Gattungsgeschichte des – in der Regel in Fragmentsammlungen publizierten – literarischen Fragments im auf die Romantik folgenden 19.–21. Jahrhundert, ist seine Affinität und teilweise auch Deckungsgleichheit mit dem literarischen Hybridgenre „Aufzeichnungen“ zu konstatieren. Als Notiz- und Skizzensammlungen bieten sich solche Aufzeichnungen für die Aufnahme fragmentarischer Formen geradezu an. Eine entsprechende Traditionslinie reicht von Georg Christoph Lichtenbergs Sudelbüchern, Friedrich Hebbels und Franz Kafkas Tagebüchern über Walter Benjamins Einbahnstraße (1928) und Theodor W. Adornos Minima Moralia (1951), die Aufzeichnungen von Elias Canetti oder Marie Luise Kaschnitz  bis zu  Botho Strauß’ Paare, Passanten (1981), Friederike Mayröckers Lection (1994), Rainald Goetz’ Abfall für Alle (1999) und Wolfgang Herrndorfs Arbeit und Struktur (2013). Für die französische Literaturgeschichte des 20. Jahrhunderts sollen hier nur Paul Valérys Rhumbs (1941–43; deutsche Übersetzung: „Windstriche. Aufzeichnungen und Aphorismen“), Roland Barthes’ Fragments d’un discours amoureux (1977; deutsche Übersetzung: „Fragmente einer Sprache der Liebe“) und Jacques Derridas Biodegradables. Seven Diary Fragments (1989) genannt sein.